# 699
699(육백구십구)는 698보다 크고 700보다 작은 자연수다.

## 수학
- 합성수로, 그 약수는 1, 3, 233, 699다. 진약수의 합은 237이므로, 699는 부족수다.

## 과학
- NGC 699: 고래자리 방향에 있는 막대나선은하.
- 699 헬라(영어판): 소행성.

## 교통
- 아에로플로트 699편 추락 사고(영어판) (1988년)

## 문화유산
- 대한민국의 보물 제699호: 대불정여래밀인수증요의제보살만행수능엄경 권6∼10

## 기타
- 연도: 699년, 기원전 699년